# Мванза (дистрикт)
Мва́нза (англ. Mwanza) — дистрикт у складі Південного регіону Малаві.
Адміністративний центр — селище Мванза.
2003 року зі складу дистрикту був виділений новий дистрикт Нено.

## Населення
Населення — 130949 осіб (2018, 92237 у 2008, 138000 у 1998, 121500 у 1987, 71405 у 1977).
Національний склад:
- чева — 59,2 %
- нгоні — 30,4 %
- ломве — 4,2 %
- манганджа — 2,3 %
- яо — 1,4 %
- сена — 1,1 %
- тумбука — 0,5 %
- інші — 0,9 %

## Склад
Дистрикт складається з 4 адмінодиниць третього порядку:
| Громада, населений пункт   | Площа, км² | Населення, осіб (2018) | Центр |
| -------------------------- | ---------- | ---------------------- | ----- |
| Вищі традиційні громади    |            |                        |       |
| Говаті                     | 88,3       | 19779                  | -     |
| Традиційні громади         |            |                        |       |
| Кандуку                    | 392,4      | 49941                  | -     |
| Нтаче                      | 203,4      | 43190                  | -     |
| Центральні населені пункти |            |                        |       |
| Мванза                     | 12,4       | 18039                  | -     |
| Природоохоронні території  |            |                        |       |
| заповідник Маджете-Гаме    | 59,3       | 0                      | -     |